# Eurytoma pachyneuron
Eurytoma pachyneuron är en stekelart som beskrevs av Girault 1916. Eurytoma pachyneuron ingår i släktet Eurytoma och familjen kragglanssteklar. Inga underarter finns listade i Catalogue of Life.